# Revue stratégique de défense et de sécurité nationale 2017
Lire en ligne

Lire le texte sur Vie publique

Livre blanc sur la défense et la sécurité nationale 2013 Revue nationale stratégique 2022
La Revue stratégique de défense et de sécurité nationale 2017, publiée le 13 octobre 2017, analyse le contexte stratégique de la France et définit son niveau d'ambition en matière de politique de défense et de sécurité nationale. Comparable dans son objet aux Livres blancs qui l'ont historiquement précédée, la Revue 2017 prépare l'élaboration de la Loi de programmation militaire 2019-2025. Elle a été rédigée à la demande formulée par le président Emmanuel Macron en juin 2017, quelques semaines après son élection. Elle fait suite au Livre blanc sur la défense et la sécurité nationale 2013 élaboré à la demande du président François Hollande.
La spécification détaillée de la stratégie de sécurité nationale inclut l'analyse du contexte géopolitique global, l'identification des risques et menaces contre lesquels se protéger et leur hiérarchisation, la définition d'une posture globale de sécurité nationale et sa déclinaison en politiques opérationnelles, et enfin le niveau des ressources allouées.

## Élaboration

### Lettre de mission
Par sa lettre de mission en date du 28 juin 2017, le Président de la République confie l'élaboration de la Revue stratégique à un comité de rédaction placé sous l'autorité de la ministre des Armées et présidé par M. Arnaud Danjean, député européen. Le comité de rédaction comprend seize membres issus des ministères concernés, des armées et de la société civile. La DGRIS du ministère des Armées en assure le secrétariat général. Le comité procède à des entretiens avec une cinquantaine de personnalités en France et une soixantaine à l'étranger.

### Périmètre
Le périmètre de la Revue stratégique est défini dans la lettre de mission adressée par le Président de la République à la ministre des Armées. Cette lettre de mission indique que l'évolution du contexte stratégique nécessite que l'élaboration de la prochaine loi de programmation militaire soit préparée par une Revue stratégique de défense et de sécurité nationale. Par rapport aux Livres blancs qui l'ont précédée, la revue stratégique est largement focalisée sur la dimension de défense, car « les sujets liés à la sécurité du territoire national y seront examinés dans la mesure où ils ont des implications pour le ministère des Armées ».

### Document publié
Publié le 13 octobre 2017, le document Revue stratégique de défense et de sécurité nationale 2017 compte 109 pages. Il comporte une préface du président de la République, un avant-propos de la ministre des Armées, une introduction et trois parties :
- Partie A Un contexte stratégique en dégradation rapide et durable.
- Partie B De nouvelles formes de guerre et de conflictualité.
- Partie C Notre stratégie de défense : autonomie stratégique et ambition européenne.

## Parties A et B: contexte stratégique de la France
Les parties A et B de la Revue stratégique sont essentiellement consacrées à une analyse du contexte stratégique d'ensemble de la France et à une évaluation des risques et menaces qui pèsent sur ses intérêts nationaux. Leur contenu est résumé ci-après.

### Valeurs et principes directeurs de la stratégie
La revue est conduite sur la base de quelques hypothèses structurantes, identiques à celles qui ont guidé la rédaction du Livre blanc 2013 : le maintien de la stratégie de dissuasion nucléaire et la relance du projet européen de défense.
Elle s'appuie aussi la perspective d'un effort de défense de 2 % du PIB de la France à l'horizon 2025.

### Intérêts vitaux et enjeux globaux de sécurité nationale
Le concept d’intérêts a été principalement abordé dans la doctrine française à partir des intérêts vitaux, en lien étroit avec la dissuasion nucléaire. Ces intérêts vitaux ne sont jamais définis avec précision, car il est de la responsabilité ultime et unique du chef de l’État d’apprécier en toute circonstance leur éventuelle mise en cause et de décider, au cas par cas, de la nature de la réponse qu’il convient d’y apporter. L’intégrité de notre territoire et la sauvegarde de notre population en constituent le cœur.
Les intérêts nationaux doivent aussi être appréciés à la lumière de l'imbrication croissante des intérêts des États européens et des engagements souscrits  dans le cadre du Traité sur l’Union européenne et du Traité de l'Atlantique nord (OTAN), des engagements contraignants qui incarnent la solidarité de droit et de fait européenne et alliée.

### Contexte stratégique global de la France
Les évolutions de l'environnement stratégique international de la France constatées depuis le Livre blanc sur la défense et la sécurité nationale de 2013 portent sur l'accélération et l'intensité plus que sur les phénomènes eux-mêmes, des différentes natures suivantes :
- Politiques : multiplication des acteurs de toutes tailles, étatiques ou proto-étatiques, remise en cause de l'ordre international bâti par les Occidentaux depuis la seconde Guerre mondiale[note 1], déconstruction de l'architecture de sécurité en Europe résultant de la remontée en puissance de la Russie, criminalité organisée[6],[7] ;
- Géographiques et sanitaires : augmentation de la population mondiale, pressions démographiques et migratoires se répercutant au sein de l'Union européenne, réchauffement climatique accompagné de catastrophes naturelles génératrices de crises humanitaires et sanitaires, risque de propagation rapide et à grande échelle de virus à l’origine d’épidémies diverses [7] ;
- Économiques et technologiques : interdépendance économique, relativisation des distances, augmentation continue des flux de biens comme de personnes, rivalités énergétiques, ruptures technologiques et numériques[7],[8].

Ce contexte d'ensemble se traduit par une forte exposition du territoire national à la menace terroriste, par des tensions sur les flancs est et nord de l'Europe, et par l'engagement de la France dans des opérations militaires extérieures dans la bande sahélo-saharienne et au Proche et Moyen-Orient.
Parce qu'elles présentent des fragilités ou sont le théâtre de la compétition stratégique entre les États-Unis et la Chine, des zones importantes pour la France sont porteuses de risques : la rive sud de la Méditerranée où la Libye a cessé d'exister comme État unifié et structuré, les Balkans qui restent fragiles et divisés, l'Afrique subsaharienne en développement et riche en matières premières mais que les faiblesses de la démocratie et de leur fonctionnement rendent perméables aux trafics, à la radicalisation islamiste et aux visées impérialistes, et enfin l'Asie lieu du plus fort accroissement des dépenses mondiales de défense de la dernière décennie qui concentre un nombre de tensions sans équivalent, alors que son architecture régionale de sécurité demeure lacunaire et que des conflits éventuels pourraient comporter une dimension nucléaire.

### Identification des risques et menaces
La France fait face au retour de menaces « classiques » liées à la compétition mondiale entre les puissances globales et régionales, à la croissance des menaces dites asymétriques rendues plus dangereuses par la prolifération d'armes sophistiquées, à la prolifération nucléaire, à la fragilisation de la supériorité des moyens militaires des Occidentaux et enfin à de nouvelles formes de guerre et de conflictualité :
- Retour de la compétition entre puissances : si les États-Unis demeurent pour longtemps encore le leader en matière militaire, leur part dans les dépenses mondiales de défense diminue. La Chine et la Russie détiennent des capacités souvent supérieures en nombre aux capacités européennes, et sont engagées dans une politique ambitieuse de modernisation de leurs armées. Enfin, un nombre croissant de puissances régionales se dotent également d’armements performants[10].

L'accès aux espaces stratégiques partagés fait aussi l'objet d'une compétition croissante, qu'il s'agisse de l'espace maritime comme en mer de Chine, dans l'océan Indien ou en Méditerranée, de l'espace exotique-atmosphérique que les nouvelles technologies accroissent les possibilités d'usage civil ou militaire, ou encore de l'espace numérique où les États-Unis et les puissances émergentes investissent considérablement.
- Croissance des menaces asymétriques : menace la plus prégnante, car elle s’exerce sur le sol français, le terrorisme jihadiste de Daech et d'Al Qaïda connaît une phase de recul avec la fin du pseudo-Califat territorialisé et militarisé en Irak et en Syrie, qui n’en atténuera ni la portée, ni le danger pour la décennie à venir : les principales organisations jihadistes reculeront sur certains théâtres sans pour autant disparaître, tandis que l’idéologie qui les sous-tend ne faiblira pas[10].

La prolifération d'armes biologiques et chimiques, la diffusion de systèmes conventionnels sophistiqués et les transformations induites par les progrès technologiques offrent des moyens inédits d’agression et de perturbation aux organisations non-étatiques.
- Prolifération nucléaire : La France est confrontée à l’émergence d’une véritable multipolarité nucléaire militaire et doit continuer de s’adapter à cette réalité nouvelle, en renforçant en particulier ses outils de renseignement et d’analyse. La lutte contre la prolifération nucléaire s’impose comme une nécessité objective[10].
- Fragilisation de la supériorité militaire occidentale : dans les opérations terrestres, la généralisation des combats en milieu urbain réduit l'impact de la supériorité technologique des armées modernes et la possession d'armes sophistiquées par des organisations non étatiques nivelle les capacités ; dans le domaine naval et aérien, les compétiteurs stratégiques de la France ont développé des armes aux performances au moins comparables à celles dont elle ou ses alliés disposent[12].
- Nouvelles formes de guerre et de conflictualité : Les acteurs étatiques comme non étatiques ont aujourd’hui à leur disposition une palette considérablement élargie pour atteindre leurs objectifs politiques sans avoir à engager leurs moyens militaires dans des affrontements directs. Les technologies numériques permettent d'agir à distance, de manière cachée et en s'affranchissant des frontières. Il en résulte la possibilité de développer des stratégies d'intimidation et de déstabilisation qui créent une forme de tension endémique à l'échelle mondiale et un risque accru d'escalade et de montée aux extrêmes entre États[12].

## Partie C: stratégie de défense de la France
La partie C de la Revue stratégique est essentiellement consacrée à une description de la stratégie de défense de la France pour les années 2020, base sur laquelle est élaborée la Loi de programmation militaire 2019-2024. Son contenu est résumé ci-après.

### Posture stratégique globale

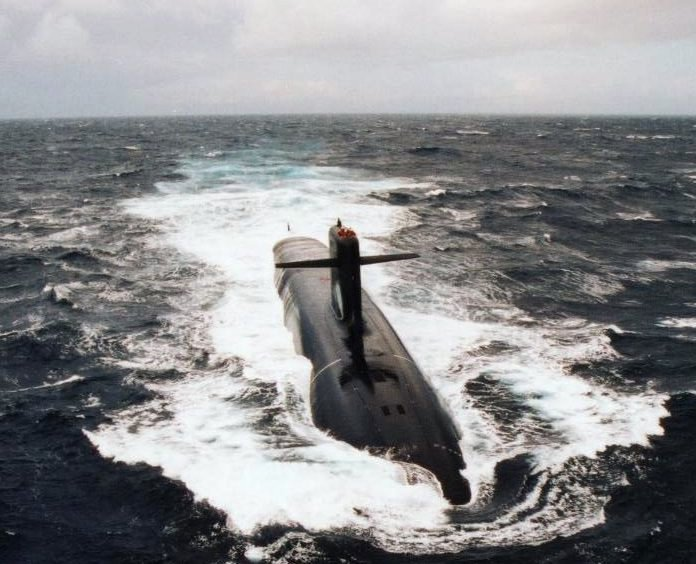
Le SNLE-NG, sous-marin de nouvelle génération de la composante océanique de la force de dissuasion française.

La posture stratégique globale de la France consiste à maintenir sur le long terme une dissuasion nucléaire et une autonomie stratégique et opérationnelle fortes.
L'autonomie opérationnelle implique que les armées françaises soient capables d'opérer sur tout le spectre, pour protéger le territoire national, répondre à une crise dans notre voisinage, conserver l'ascendant sur des adversaires non étatiques et assumer nos responsabilités dans un affrontement militaire avec des acteurs étatiques. Ces défis justifient le maintien d'un modèle d'armée complet et équilibré, en continuité avec le Livre blanc de 2008 et le Livre blanc de 2013.
Ce niveau d'ambition doit aussi permettre à la France de demeurer fidèle à ses engagements auprès de ses alliés et va de pair avec le développement progressif d'une autonomie stratégique européenne.

### Alliances et coopérations internationales
La France doit pleinement s’investir dans la refondation d’un ordre collectif et multilatéral, avec l’Union européenne, les coopérations européennes bilatérales et l'Alliance atlantique. L’ensemble des partenariats bilatéraux de la France, en Afrique particulièrement, contribue également à la garantie des intérêts communs.
La convergence des menaces sur l’Europe nécessite que les Européens soient davantage engagés en faveur de leur propre sécurité, et travaillent à l’ambition d’une autonomie stratégique commune. Inscrite en 2016 dans la stratégie globale de l’UE, cette ambition exigeante suppose une vision renouvelée des conditions de la sécurité européenne et repose sur de nouvelles initiatives pragmatiques. La Coopération structurée permanente instaurée fin 2017 doit permettre d’effectuer un saut qualitatif en matière de défense européenne.
En organisant en 2009 son retour dans le commandement militaire intégré de l’Alliance atlantique, tout en préservant son statut spécifique dans le domaine nucléaire, la France a pleinement reconnu la place que l’OTAN joue dans la défense de l’Europe.

### Déclinaison en politiques opérationnelles
L'autonomie stratégique de la France repose sur un socle large qui comprend les facteurs concourant à la cohésion et à la résilience de la Nation, une diplomatie forte au service d'une approche globale, des capacités industrielles et technologiques et enfin des capacités opérationnelles renforcées.

#### Cohésion et résilience de la Nation
La cohésion nationale et la résilience des fonctions essentielles à la continuité de l’État comme à la vie de la Nation constituent le fondement indispensable de la liberté d’action de la France. Affermir cette cohésion, en particulier au sein de la jeunesse, doit demeurer un axe d’effort prioritaire qui doit mobiliser l’ensemble des moyens concernés de l’État et de la société. La résilience des secteurs d’importance vitale, exposés au développement des cybermenaces, doit être renforcée.

#### Action diplomatique
La phase d’élaboration politique d’une décision nationale comporte presque toujours une dimension internationale (avec nos partenaires) et multilatérale (dans le cadre des Nations Unies ou des organisations régionales de sécurité). L’investissement de la France au sein de l’Alliance atlantique, de l’Union européenne, de l’OSCE et des Nations Unies doit donc aussi être considéré comme un élément central de notre autonomie de décision.

#### Capacités industrielles et technologiques
La France a besoin d'une Base Industrielle et Technologique de Défense (BITD) forte. En 2017, elle est constituée d’une dizaine de grands groupes de taille mondiale et de près de 4 000 PME, représentant plus de 200 000 emplois en France, avec un impact positif majeur sur la balance commerciale (supérieur à 6 Md€ en 2016).
Les coopérations technologiques et industrielles sont nécessaires mais doivent être maitrisées. La France entend participer pleinement à la dynamique européenne en la matière, via son implication dans le Fonds européen de la défense et le renouvellement de son ambition en matière de coopération technologique et industrielle, sans pour autant que ce soit au détriment de sa liberté d’usage, d’action et de décision nationale. Selon les systèmes d'armes, la France appliquera l'une des quatre approches possibles : souveraineté non partageable, coopération avec maintien des compétences en France, coopération avec dépendance mutuelle ou recours au marché.
La préparation de l’avenir est un facteur clé du maintien de l’excellence de notre BITD, garante de la supériorité technologique et de l’autonomie stratégique de la France. Le maintien de l’ambition de couvrir tous les domaines industriels et techniques devient plus prégnant et requiert l’augmentation du niveau des ressources budgétaires dédiées à la S&T (science, recherche, technologie et innovation).

#### Capacités opérationnelles renforcées

##### Des fonctions stratégiques consolidées
Utilisées pour décrire la mise en œuvre de la stratégie de défense et de sécurité de la France et structurer le modèle d’armée nécessaire à son ambition, les cinq fonctions stratégiques définies par le Livre blanc de 2013 conservent leur pertinence. Ce sont la dissuasion, la protection, la connaissance et l'anticipation, l'intervention et la prévention. Elles servent de cadre à la déclinaison de l'ambition globale en objectifs opérationnels.

##### Des armées adaptées aux défis stratégiques actuels et futurs

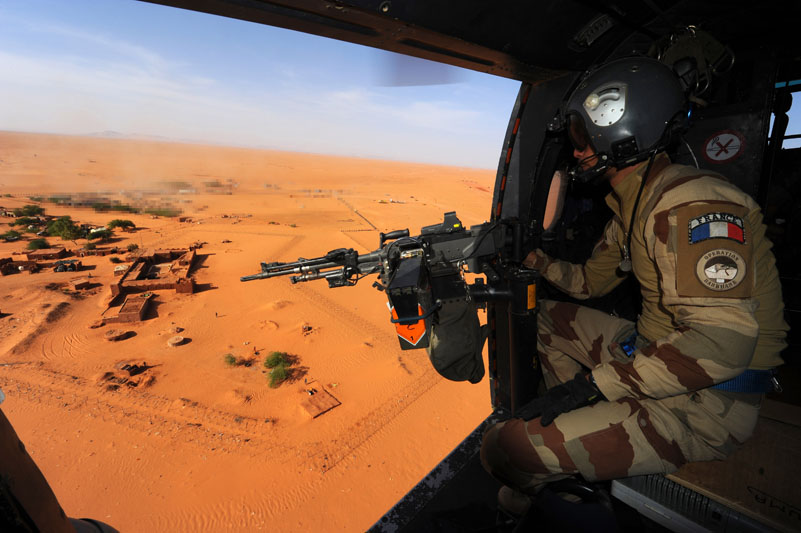
Patrouille en hélicoptère de l'ALAT dans le cadre de l'opération Barkhane.

Pour assurer l’ensemble des fonctions stratégiques face à toutes les menaces, un modèle d’armée complet et équilibré est indispensable, sans que cela signifie pour autant que les armées françaises disposent seules de toutes les capacités nécessaires pour faire face à toutes les situations.
L'autonomie est nécessaire en matière de renseignement, de protection permanente du territoire, de commandement des opérations, d'opérations spéciales, de protection de l’espace numérique, de protection face aux menaces asymétriques, de démonstration de puissance en appui de la volonté politique.
Le partenariat sera recherché lorsque la France ne possède pas seule toutes les capacités nécessaires de combat dans les opérations extérieures lourdes dans la durée, et aussi pour assurer la sécurité des moyens spatiaux militaires.  La France doit conserver sa capacité à être nation-cadre et être en mesure de fournir les capacités discriminantes et un volume de forces significatif. Dans le cadre de l’OTAN, la France s’est engagée à fournir les capacités nécessaires au commandement d’une SJO (Small Joint Operation ) et d’une composante dans le cadre d’une MJO (Major Joint Operation ).

### Ressources nécessaires à la mise en œuvre de la stratégie
La Revue stratégique n'a pas pour objet de fournir une vision quantitative des capacités requises et leur traduction en termes budgétaires. Ces éléments sont fournis par la Loi de programmation militaire 2019-2025 pour le volet défense.

## Actualisation 2021
Le Ministère des Armées publie en février 2021 un document intitulé Actualisation stratégique 2021 qui actualise l’analyse de l'environnement stratégique de la France à la lumière des évolutions observées depuis 2017.
Ce document constate que les menaces structurelles pesant sur la sécurité de la France se sont amplifiées en raison du retour de la compétition stratégique entre puissances, ouvertement assumé par la Russie, la Chine et les États-Unis, de la persistance du terrorisme djihadiste et de la prolifération des armes de destruction massive. Les crises et fragilités liées à la pression démographique, au changement climatique et à la pandémie de Covid-19 accroissent encore les incertitudes et risques qui pèsent sur la sécurité nationale. Le renforcement de la compétition stratégique va de pair avec l'extension des champs d'affrontement. La Russie et d'autres compétiteurs de la France usent de stratégies hybrides qui combinent des modes d'action variés, conçues pour rester sous le seuil estimé de riposte ou de conflit ouvert. Les principaux en sont l'utilisation de groupes armés, le cyber, le spatial, la manipulation de l'information.
La pandémie de Covid-19 et l'orientation de plus en plus marquée des États-Unis vers la région indo-pacifique doivent conduire la France, selon les conclusions de ce document, à poursuivre la remontée en puissance de ses armées, à aller plus loin dans l'établissement d'un véritable pilier européen en matière de sécurité et de défense au risque d'un déclassement stratégique de l'Europe, et à investir pour réduire nos dépendances technologiques et industrielles et pouvoir répondre aux nouvelles menaces dans l'objectif de concourir à la résilience de la nation.

## Commentaires
La publication de la Revue stratégique suscite des interviews, des commentaires et des analyses de la part des médias et des Think tanks.
Arnaud Danjean, le président du comité de rédaction, en débat le 12 novembre avec le directeur de l'IFRI. Une note de l'IFRI publiée en décembre 2017 analyse la question de l'autonomie stratégique, concept premier de la Revue stratégique 2017, dans le contexte de la relation franco-allemande.
Le Monde publie le 13 octobre un article sous le titre « Armée française : le sombre constat de la  revue stratégique de défense ».
Le général Pierre de Villiers mentionne la Revue stratégique dans son ouvrage Servir paru en novembre 2017.

## Sources

#### Documents de politique de sécurité nationale
- République française, Livre Blanc 2008 sur la défense et la sécurité nationale, 17 juin 2008 (lire en ligne).
- République française, Livre Blanc 2013 sur la défense et la sécurité nationale, 15 juillet 2013 (lire en ligne).
- République française, Revue stratégique 2017 : une analyse lucide et volontariste pour préparer la prochaine loi de programmation militaire, 4 décembre 2017 (lire en ligne).
- République française, Actualisation stratégique 2021, 10 février 2021, 56 p. (lire en ligne).

#### Autres documents
- DCAF - Centre pour le contrôle démocratique des forces armées, Les politiques de sécurité nationale, 2015 (lire en ligne)
- (en) U.S. Army War College, U. S. ARMY WAR COLLEGE GUIDE TO NATIONAL SECURITY ISSUES : VOLUME II : NATIONAL SECURITY POLICY AND STRATEGY - 5th Edition, 2012 (lire en ligne)
- (en) INSS - Institute for National Strategic Studies, Assessing Chinese Military Transparency, 2010 (lire en ligne)
- (en) Yuri Diogenes et Dr. Erdal Ozkaya, Cybersecurity : Attack and Defense Strategies : Infrastructure security with Red Team and Blue Team tactics, Packt Publishing, coll. « Format Kindle », 2018, 386 p. (ASIN B0751FTY5B)

## Compléments